# Ken Brown
Pour les articles homonymes, voir Brown.
Ken Brown, de son nom complet Kenneth Brown, est un footballeur international et entraîneur anglais né le 16 février 1934 à Forest Gate. Il évoluait aux postes de défenseur central et de milieu défensif.

## Biographie

### En club
Formé à West Ham United, Ken Brown débute en équipe première à partir de la saison 1952-1953 en deuxième division anglaise.
Il joue peu durant sur ses premières années à West Ham, ce n'est qu'à partir de la saison 1957-1958 qu'il devient titulaire au sein de la défense des Hammers. Le club remporte la deuxième division anglaise,.
En 1958, il participe avec la sélection de Londres à la Coupe des villes de foire. Il dispute le match retour de la finale en 1955-58 perdue 0-6 contre le FC Barcelone.
La saison suivante, Ken Brown découvre la première division,.
En 1964, il remporte avec le club la Coupe d'Angleterre puis le Charity Shield,.
West Ham dispute remporte la Coupe des vainqueurs de coupe lors de la campagne 1964-1965. Brown dispute neuf matchs dont la finale remportée 2-0 contre le TSV 1860 Munich,.
Lors de la campagne 1965-1966, il joue six matchs dont les deux rencontres de la double confrontation en demi-finale perdue contre le Borussia Dortmund,.
Au total, il dispute 312 matchs pour 4 buts marqués en première division anglaise.
En 1967, il rejoint Torquay United en troisième division,.
Après une dernière saison 1960-1970 avec Hereford United, il raccroche les crampons,.

### En équipe nationale
International anglais, il reçoit une unique sélection en équipe d'Angleterre le 18 novembre 1959 contre l'équipe d'Irlande du Nord (victoire 2-1 à Londres) dans le cadre de l'édition 1959-1960 du British Home Championship,.

### Entraîneur
Ken Brown entreprend une carrière d'entraîneur ensuite.
Entre 1980 et 1987, il entraîne Norwich City.
En 1988, il entraîne pour un unique match le Shrewsbury Town FC.
Par la suite, il devient l'entraîneur de Plymouth Argyle pendant 2 ans de 1988 à 1990.

## Palmarès
Londres XI
| - Coupe des villes de foires (1) : - Finaliste : 1955-58. |

 West Ham United FC
| - Second Division (1) : - Champion : 1957-58. - Coupe d'Angleterre (1) : - Champion : 1963-64. - Charity Shield (1) : - Champion : 1964. |  | - Coupe des vainqueurs de coupe (1) : - Vainqueur : 1964-65. |